# Samuel Orgelbrand

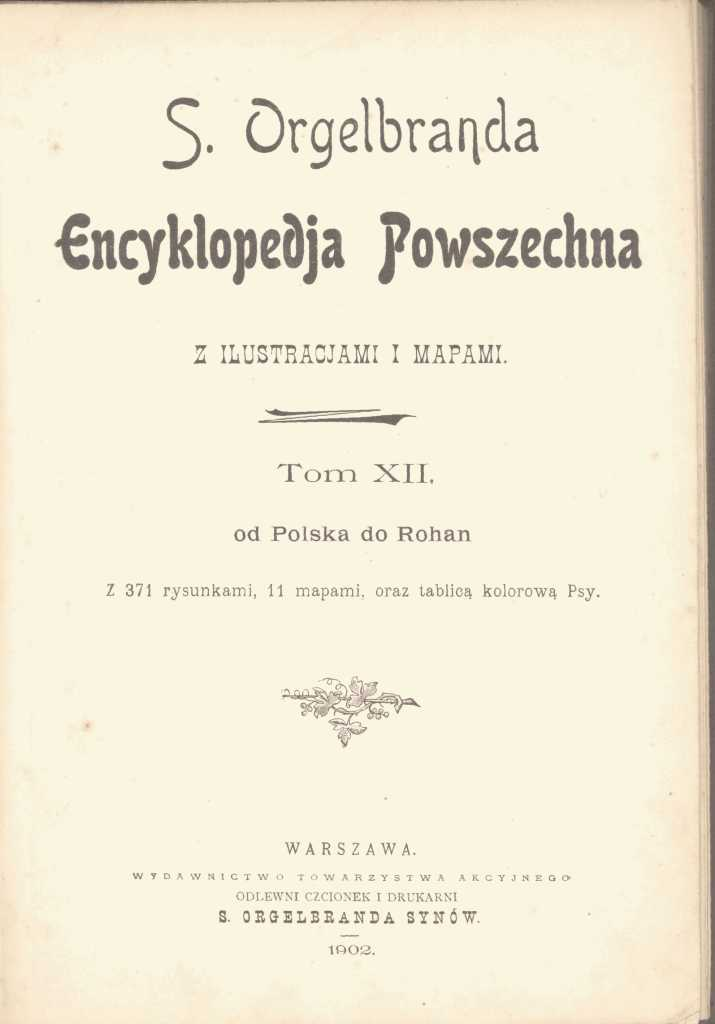
Strona tytułowa XII tomu Encyklopedii Orgelbranda, 1902

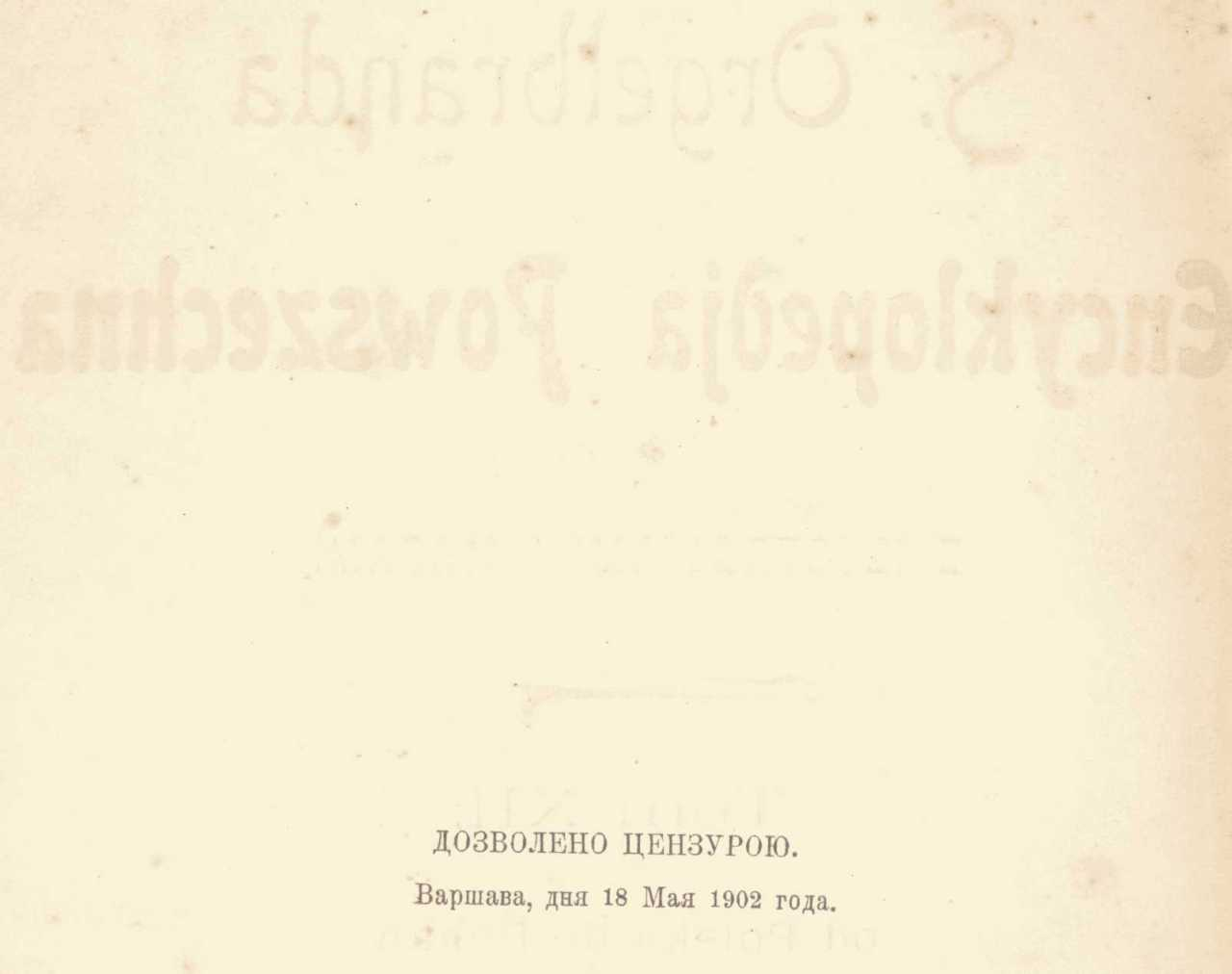
Adnotacja rosyjskiego cenzora
w tej Encyklopedii

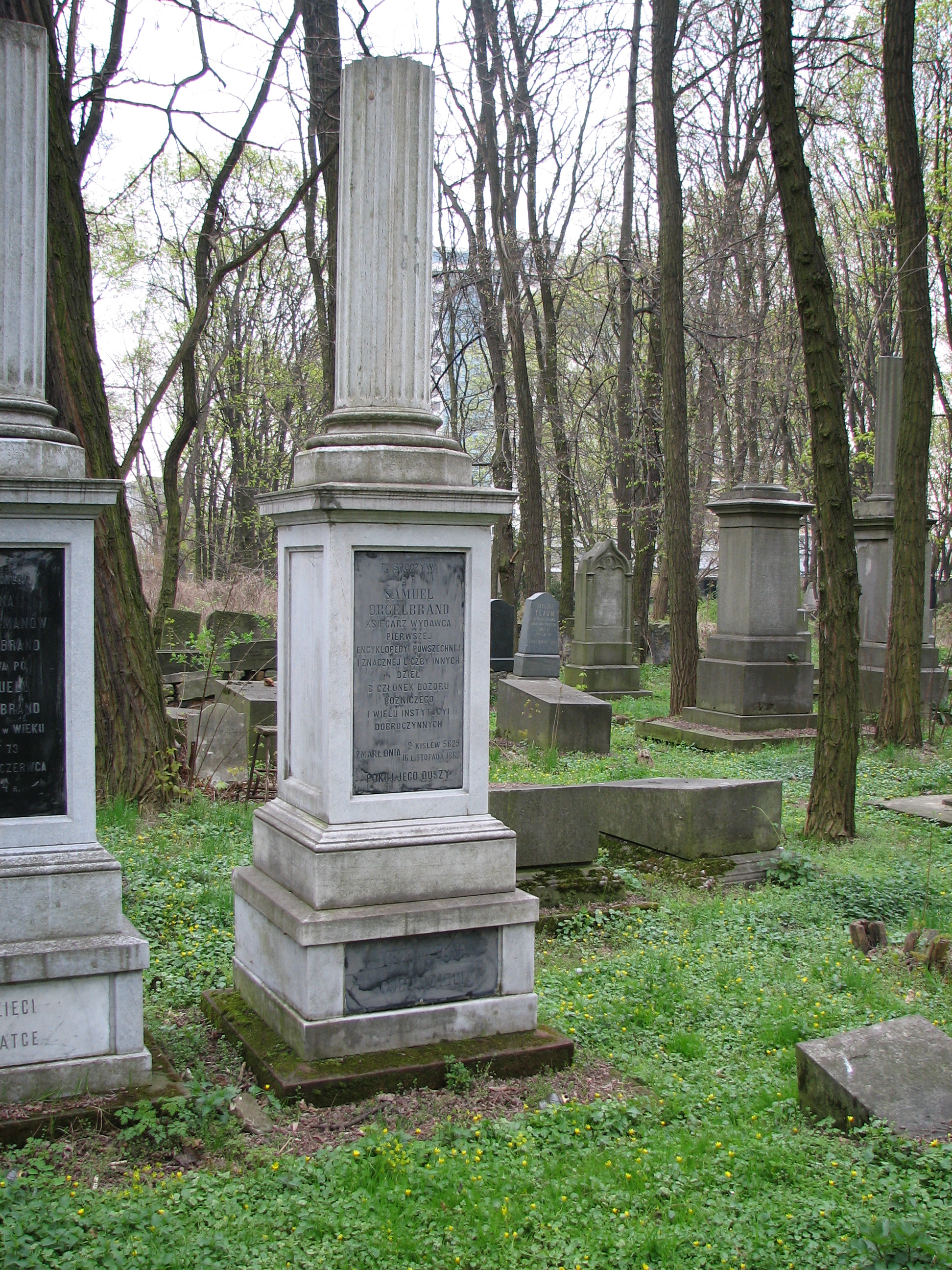
Grób Samuela Orgelbranda na cmentarzu żydowskim przy ul. Okopowej w Warszawie

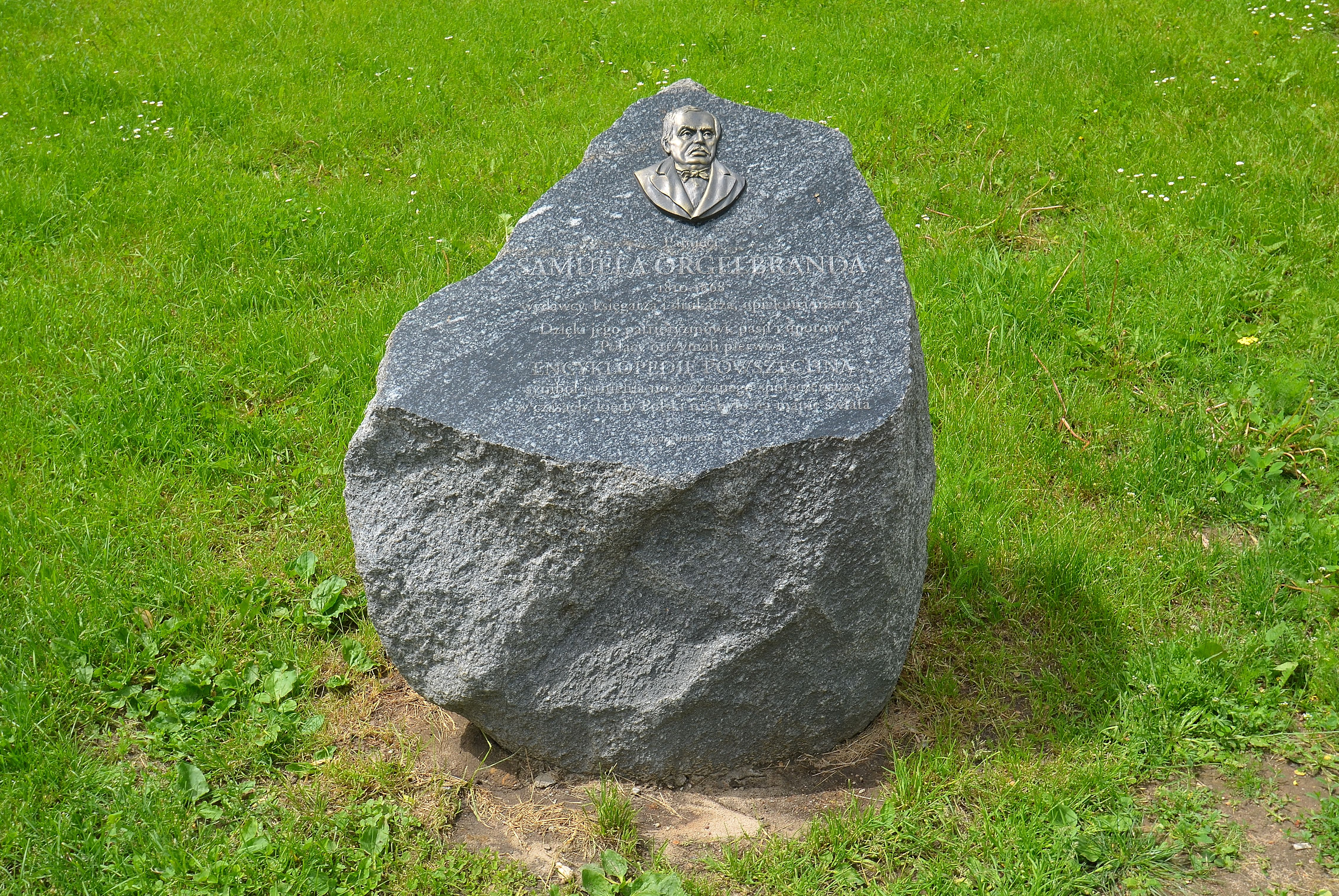
Kamień pamiątkowy na skwerze Samuela Orgelbranda w Warszawie

Samuel Orgelbrand (ur. 1810 w Warszawie, zm. 16 listopada 1868 tamże) – polski drukarz i wydawca pochodzenia żydowskiego, związany z Warszawą. „Odkrywca” Józefa Ignacego Kraszewskiego, wydawca pierwszej polskiej nowoczesnej wielotomowej encyklopedii.

## Życiorys
Był synem niezamożnego kupca Chaima Judy i Anny z domu Jud i starszym bratem Maurycego.
W swych latach młodzieńczych (1826–1830), Samuel był uczniem Rządowej Szkoły Rabinów, której program kształtowany był przez żywe w niej tendencje asymilacyjne; mimo więc swojej tradycji kulturowej i religijnej był później zwolennikiem asymilacji kulturowej ludności żydowskiej w społeczeństwie polskim. Ożeniony z Anną Starkman (1812-1884), córką zamożnego handlarza futrami z warszawskiej Pragi. Miał z nią ośmioro dzieci: Elżbietę (1838-1905), Rozalię (1839-1843), Karolinę (1840-1905), Joachima (1841-1859), Józefa (1843-1848), Hipolita (współwłaściciela wydawnictwa, 1843-1920), Mieczysława (współwłaściciela wydawnictwa, prawnika, 1847-1903) i Helenę (1850-1922) .
Działalność wydawniczą rozpoczął w 1829 wydaniem ody „Ostatni człowiek” T. Campbella w tłumaczeniu K. Piotrowskiego. Przy ul. Nowiniarskiej 1800 otworzył w  1836  r. księgarnię antykwaryczną pod firmą „S. Orgelbrand i Sp.” (chociaż w spółce tej nie miał wspólnika); w  1839 przeniósł ją na ul. Miodową 496. W  1840 uruchomił przy księgarni wypożyczalnię książek polskich, a w 1845 – również francuskich. W latach 1841 do 1857 był współwłaścicielem księgarni w Suwałkach, później uruchomił również skład książek w Lipsku. Udzieliwszy bratu Maurycemu pożyczki 4500 rubli stał się też – do czasu spłaty połowy długu – właścicielem założonej przez niego księgarni w Wilnie. W roku 1859 nabył na własność kamienicę przy Krakowskim Przedmieściu 372 i przeniósł do niej księgarnię z Miodowej (przedtem zlikwidował tam wypożyczalnię). Księgarnię urządził „na wielką skalę i podług nader umiejętnego planu”. Od roku 1863 prowadził w swojej księgarni sprzedaż książek wyłącznie wydanych własnym nakładem, wyprzedawszy uprzednio asortyment obcych wydawców .

W roku 1844 zakupił od Stefana Lasockiego małą drukarnię, którą w następnych latach stopniowo rozbudowywał. W 1861 kupił odlewnię czcionek, uruchomił dział stereotypii i introligatornię. Kupił w tym celu rozległą posesję przy ul. Bednarskiej 396B (według późniejszej numeracji 20) łączącą się z Krakowskim Przedmieściem 443 (później nr 66). Odwiedzał w latach sześćdziesiątych XIX w. drukarnie w Londynie, Paryżu i w różnych miastach w Niemczech, rozbudowując równocześnie własną; jako pierwszy na ziemiach polskich wprowadził w 1861 napęd maszyn drukarskich przy pomocy maszyny parowej. Jego firma zatrudniała w tym czasie 160 osób, a wkrótce potem – dwieście. Czcionki z odlewni Orgelbranda używane były także w innych drukarniach Królestwa Polskiego, a także w Wilnie i Kijowie. Otrzymał za nie nagrody na wystawach w Moskwie w 1865 i w Paryżu w 1867.

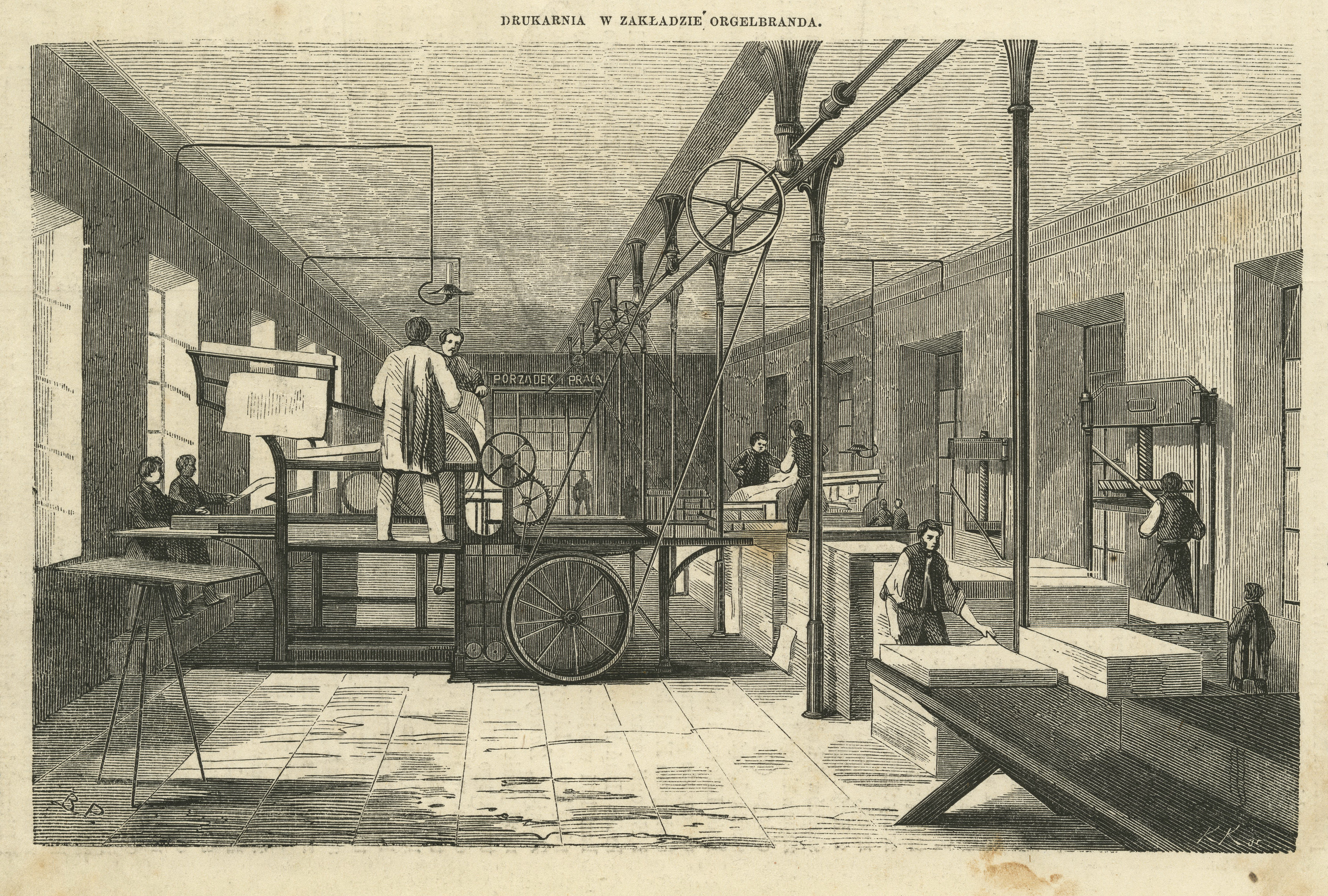
Drukarnia w zakładzie Orgelbranda w roku 1862
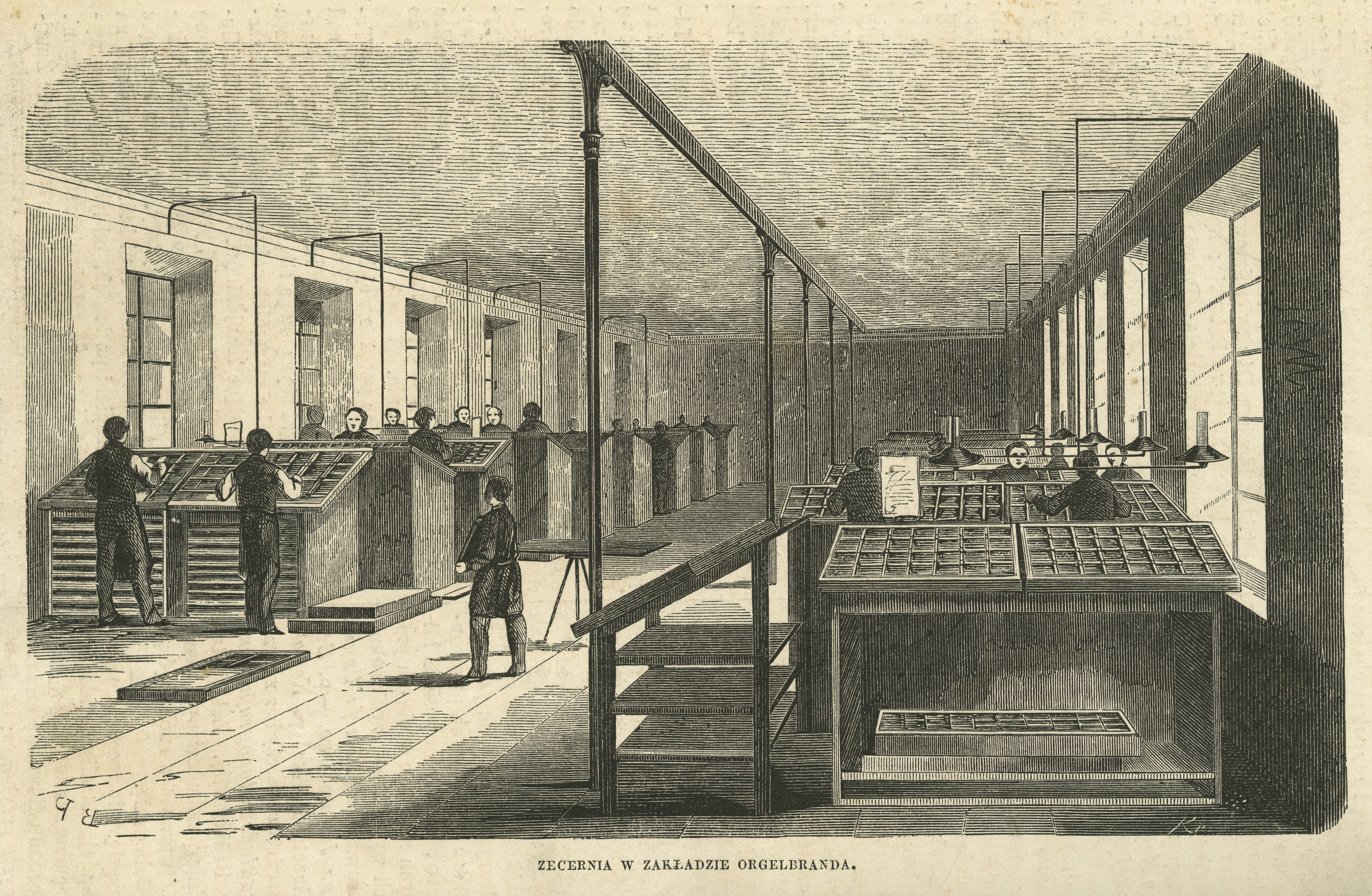
Zecernia w zakładzie Orgelbranda w roku 1862
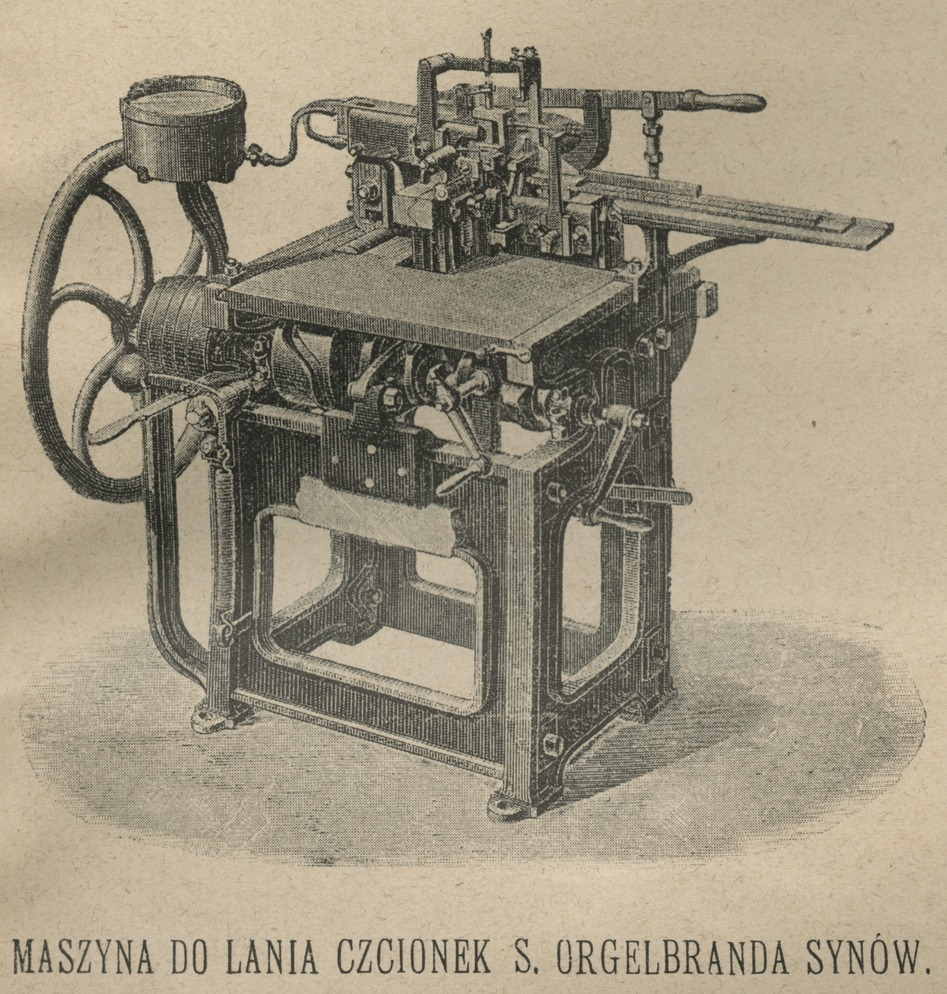
Maszyna do lania czcionek Samuela Orgelbranda i synów

Działalność wydawniczą, rozpoczętą w 1829, kontynuował równolegle do działalności poligraficznej i księgarskiej. Początkowo wydawał poczytne powieści francuskie, m.in. A. Dumasa – ojca, P. de Kocka, E. Sue (m.in. jego „Pierścień” w przekładzie własnym, 1836). Później zaczął wydawać również pozycje ważne z punktu widzenia społecznego i narodowego, także naukowe: historyczne, historycznoliterackie, przyrodnicze oraz podręczniki. Wydał m.in. 30 książek J.  I. Kraszewskiego (w tym „Pomnik do historii obyczajów w Polsce”), także Fredrę, Słowackiego, J. Boguckiego, J.A. Miniszewskiego i innych. Wydał „Bibliotekę starożytną pisarzy polskich” (1843–1844 i drugie wydanie 1854) w opracowaniu K.W. Wóycickiego, tego samego autora „Cmentarz Powązkowski pod Warszawą” (1855–1858), „Starożytną Polskę pod względem historycznym, geograficznym i statystycznym” M. Balińskiego i T. Lipińskiego (1843–1846), „Wiadomości historyczne o sztukach pięknych w dawnej Polsce” F.M. Sobieszczańskiego (1847–1849), „Piśmiennictwo polskie” W.A. Maciejowskiego (1853), „Pomniki i mogiły Polaków na cmentarzach zagranicznych” E. Marylskiego (1860), także „Boską komedię” Dantego w tłumaczeniu J. Korsaka (1860).
Orgelbrand wydawał również czasopisma, m.in. noworocznik „Pierwiosnek” (1838–1848) pod redakcją Pauliny Krakowskiej oraz tygodnik „Kmiotek” redagowany przez P.E. Leśniewskiego (w roku 1846 również przez F.M. Sobieszczańskiego). Tygodnik ten, prenumerowany przez gminy, wychodził w latach 1842–1850, i poza zbieżnością tytułu nie miał wiele wspólnego z innym tygodnikiem „Kmiotek”, wydawanym też w Warszawie, również dla społeczności wiejskiej, w latach sześćdziesiątych XIX w. przez M. Glücksberga .
Niektóre wydawane przez Orgelbranda książki i czasopisma ilustrowane były drzeworytami, m.in. według rysunków W. Smokowskiego oraz litografiami barwnymi, wykonywanymi w zakładzie M. Fajansa.
Oprócz w sumie około pół tysiąca wydawnictw w języku polskim Orgelbrand wydał również około stu pozycji po hebrajsku, m.in. księgi Miszny i Gemary oraz dwudziestotomowy, pierwszy w Polsce kompletny „Talmud Babiloński” (1860–1864), w którego edycję, w zamian za udział w zyskach, zainwestował lekarz Julian Weinberg, pokrywając 30% kosztów. To monumentalne wydawnictwo miało niemały na ówczesne czasy nakład 5000 egzemplarzy i sprzedawane było również poza granicami Kongresówki .
Wśród wielu wydanych pozycji szczególnym wydarzeniem stała się wydana przez Samuela Orgelbranda w latach 1859–1868 Encyklopedia Powszechna w 28 tomach. Korespondencję z autorami w sprawie jej wydania Orgelbrand podjął w połowie roku 1856. W  1858 zawiązał komitet redakcyjny, w skład którego powołał K.W. Wóycickiego, L. Rogalskiego, F.H. Lewestama, J. Pankiewicza, później też F.M. Sobieszczańskiego. Sekretarzem tego komitetu przez rok był Józef Grajnert, a po nim Cezary Biernacki. W jej opracowanie zaangażowanych było 181 polskich uczonych. Encyklopedia subskrybowana była początkowo przez trzy tysiące prenumeratorów i ukazywała się od roku 1859, w formie zeszytów – po trzy w miesiącu. Po 1863 (Powstanie styczniowe) liczba prenumeratorów spadła do poniżej 1000, ale mimo wzrostu kosztów oraz przekroczenia planowanej objętości wydawnictwa (pierwotnie zakładano 15 tomów), edycję Encyklopedii doprowadzono do końca w  1868  roku, wydawszy na to zawrotną na owe czasy kwotę 120 tysięcy rubli.
Działalność Samuela Orgelbranda prowadzona była z dużym rozmachem, wyczuciem, wytrwałością oraz bezwzględnością; potrafił omijać trudności związane z carską cenzurą, bez trudu i bez litości pokonywał konkurentów na rynku. Kupił w Warszawie kilka posesji, posiadłości ziemskie w istniejącym w XIX w. powiecie czerskim i zabezpieczenia na hipotekach różnych posesji. Po jego śmierci całość jego majątku oszacowano na 363 450 rubli. Trzy tygodnie przed śmiercią napisał: „przywiązanie nazwiska swojego na zawsze do publikacji olbrzymiej, rzeczywiście pożytecznej i godnej trudów całego życia ludzkiego, może (...) stać się ideałem najwyższym, najpiękniejszą puścizną, jaką swoim dzieciom przekażę”.
Orgelbrand został pochowany na cmentarzu żydowskim przy ulicy Okopowej w Warszawie (kwatera 20, rząd 6), a na jego nagrobku wyryto napis: Księgarz wydawca pierwszej encyklopedii powszechnej.
Kolejne edycje Encyklopedii Powszechnej Orgelbranda, wydane po śmierci Samuela przez jego synów, Hipolita i Mieczysława, to skrócona wersja 12-tomowa z lat 1872–1876 oraz 1877–1879 i 18-tomowa, 1898–1912 (szesnaście tomów do 1904 i dwa Suplementy – cz. I 1911 i cz. II 1912)

## Upamiętnienie
- W październiku 2010 roku Rada m.st. Warszawy nadała imię Samuela Orgelbranda skwerowi znajdującemu się w rejonie ulic Mariensztat i Sowiej, nieopodal miejsca, gdzie znajdowała się drukarnia Orgelbrandów[5][6]. Na skwerze znajduje się również kamień pamiątkowy.